# Western Front
Western Front est un album de Carbon/Silicon sorti le 8 juillet 2006.

## Les titres
- Tous les titres de l'album ont été composés par Tony James et Mick Jones

1. The Magic Suitcase - 4:42
2. National Anthem - 6:17
3. I Loved You - 4:30
4. The Gangs of England - 4:33
5. Soylent Green - 4:22
6. Be Good to Yourself - 6:18
7. Psychotic Fish - 7:09
8. Cab Driver - 5:20
9. Tell It Like It Is - 5:52
10. The Network's Going Down - 5:11
11. Really the Blues - 6:46
12. Why Do Men Fight? - 7:30